# Sapta-bhangi-naya
Le Sapta-bhangi-Naya est un système de description propre au jaïnisme. La réalité est multiple pour les jaïns d'après le concept philosophique de l'anekantavada. Un objet peut être décrit comme étant ceci ou n'étant pas cela, par exemple. Le jaïnisme à la fin de la période antique a mis au point un système de description des réalités qui nous entourent basé sur sept critères. Il s'agit d'une construction intellectuelle qui permet d'être le plus précis possible et d'éviter le mensonge. Le sapta-bhangi-naya est la formulation de la nayavada: un des deux concepts de cette doctrine: celui de la relativité des points de vue. Le syadvada en est l'autre facette.
La formulation des sept critères de la réalité relative sont:
- à certains égards, ceci est;
- à certains égards, ceci n'est pas;
- à certains égards, ceci est et ceci n'est pas;
- à certains égards, ceci est indescriptible;
- à certains égards, ceci est et ceci est indescriptible;
- à certains égards, ceci n'est pas et ceci est indescriptible;
- à certains égards, ceci est, ceci n'est pas et ceci est indescriptible.